# Ронка
Ронка (итал. Roncà) је насеље у Италији у округу Верона, региону Венето.
Према процени из 2011. у насељу је живело 1294 становника. Насеље се налази на надморској висини од 75 м.

## Становништво
Према резултатима пописа становништва 2011. у општини је живело 3.726 становника.
| 1931. | 1936. | 1951. | 1961. | 1971. | 1981. | 1991. | 2001. | 2011. |
| ----- | ----- | ----- | ----- | ----- | ----- | ----- | ----- | ----- |
| 4.170 | 4.198 | 4.252 | 3.608 | 3.246 | 3.201 | 3.292 | 3.385 | 3.726 |

## Партнерски градови
- Вакернхајм